# Mikołaj Ptaszkowski
 Mikołaj Ptaszkowski z Błociszewa, Brodnicy i Ptaszkowa  herbu Ostoja (zm. przed 1471 r.) – rycerz, dziedzic Brodnicy, właściciel Ptaszkowa w Wielkopolsce, wicepodkomorzy kościański.

## Życiorys
Mikołaj Ptaszkowski urodził się zapewne w Brodnicy lub Błociszewie). Był synem Mikołaja z Błociszewa Błociszewskiego, kasztelana santockiego i sędziego poznańskiego. Jego matką była Katarzyna. Miał siostrę Jadwigę i braci: Macieja, Andrzeja i Jana. Ożeniony był z Katarzyną, której zapisał w roku 1451 posag 100 grzywien na połowie miasta i wsi Brodnicy. W roku 1462 sprzedał połowę Brodnicy braciom - Andrzejowi i Wincentemu z Choryni, za 800 grzywien. Od Heleny Dąbrowskiej, córki Pawła z Ptaszkowa, kupił za 400 grzywien Ptaszkowo Wielkie i Małe w powiecie kościańskim. Od nazwy tej miejscowości począł pisać się z Ptaszkowa Ptaszkowskim. W roku 1469 nabył od Jana i Stanisława ze Szczodrowa za 750 grzywien Szczodrowo. Nie żył już w roku 1471, kiedy to jego córka Katarzyna, wdowa po Janie z Krotczyna Krotczyńskim, pozywała Pawła Pachotę.
Mikołaj Ptaszkowski był w latach 1459-1462 wicepodkomorzym kościańskim.